# Lake Tahoe (pel·lícula)
Lake Tahoe és una pel·lícula mexicana del 2008 dirigida per Fernando Eimbcke.

## Sinopsi
Juan té 16 anys i pateix un accident de cotxe quan intenta fugir de casa seva després de la mort del seu pare, ja que allí només hi regna el dolor. Rastreja la ciutat buscant algú que li arregli el cotxe i coneix Don Heber, un mecànic solitari amb un gos boxer, Lucia, la dependenta de la botiga de recambis, i David, un mecànic fan de Bruce Lee i obsessionat per les arts marcials. Observant-los aconsegueix donar sentit a la mort.

## Repartiment
- Diego Cataño: Juan
- Hector Herrera: Don Heber
- Daniela Valentine: Lucia
- Juan Carlos Lara II: David

## Premis i nominacions
Al 49 Festival Internacional de Cinema de Cartagena de Indias va guanyar el premi Índia Catalina com a millor pel·lícula. També va obtenir el Premi Fipresci al 58è Festival Internacional de Cinema de Berlín. Als Premis Ariel de 2009 va guanyar els premis a la millor pel·lícula i millor director.